# Tornei di tennis maschili nel 1909
Prima della nascita della cosiddetta "Era Open" del tennis, ossia l'apertura ai tennisti professionisti degli eventi più importanti, tutti i tornei erano riservati ad atleti dilettanti. Nel 1909 tutti i tornei erano amatoriali, tra questi c'erano i tornei del Grande Slam:gli Australian Championships, il Campionato francese di tennis, il Torneo di Wimbledon, e gli U.S. National Championships.

## Calendario

### Gennaio
| Settimana  | Torneo                                                                        | Vincitore                      | Finalista      | Semifinalisti | Eliminati ai quarti |
| ---------- | ----------------------------------------------------------------------------- | ------------------------------ | -------------- | ------------- | ------------------- |
| gennaio    | South African Championships 1909 Città del Capo, Sudafrica Singolare - Doppio | Reginald Doherty 6-3 6-1 6-1   | Lionel Escombe |               |                     |
| gennaio    | South African Championships 1909 Città del Capo, Sudafrica Singolare - Doppio |                                |                |               |                     |
| 18 gennaio | Taranaki Championships 1909 New Plymouth, Nuova Zelanda Singolare - Doppio    | Anthony Wilding 6-4 5-3 ritiro | Harold Parker  |               |                     |
| 18 gennaio | Taranaki Championships 1909 New Plymouth, Nuova Zelanda Singolare - Doppio    |                                |                |               |                     |
| 25 gennaio | Wairarapa Championships 1909 Masterton, Nuova Zelanda Singolare - Doppio      | Anthony Wilding 6-2 6-4        | Cecil Cox      |               |                     |
| 25 gennaio | Wairarapa Championships 1909 Masterton, Nuova Zelanda Singolare - Doppio      |                                |                |               |                     |

### Febbraio
| Settimana   | Torneo                                                                            | Vincitore                           | Finalista                 | Semifinalisti | Eliminati ai quarti |
| ----------- | --------------------------------------------------------------------------------- | ----------------------------------- | ------------------------- | ------------- | ------------------- |
| febbraio    | Nice Lawn Tennis Club Championships 1909 Nizza, Francia Singolare - Doppio        | Fred Alexander                      | non conosciuta (bandiera) |               |                     |
| febbraio    | Nice Lawn Tennis Club Championships 1909 Nizza, Francia Singolare - Doppio        |                                     |                           |               |                     |
| febbraio    | Italian Riviera Championships 1909 Sanremo, Italia Terra rossa Singolare - Doppio | Artimus Holmes                      | non conosciuta (bandiera) |               |                     |
| febbraio    | Italian Riviera Championships 1909 Sanremo, Italia Terra rossa Singolare - Doppio |                                     |                           |               |                     |
| 27 febbraio | Monte Carlo Cup 1909 Monte Carlo, Monte Carlo Singolare - Doppio                  | Fred Alexander 7-5 6-4 6-1          | Laurence Doherty          |               |                     |
| 27 febbraio | Monte Carlo Cup 1909 Monte Carlo, Monte Carlo Singolare - Doppio                  |                                     |                           |               |                     |
| 28 febbraio | US Indoors 1909 New York, USA Singolare - Doppio                                  | Theodore Roosevelt Pell 6-4 6-3 6-4 | G. Carlton Shafer         |               |                     |
| 28 febbraio | US Indoors 1909 New York, USA Singolare - Doppio                                  |                                     |                           |               |                     |

### Marzo
| Settimana | Torneo                                                                     | Vincitore                            | Finalista              | Semifinalisti | Eliminati ai quarti |
| --------- | -------------------------------------------------------------------------- | ------------------------------------ | ---------------------- | ------------- | ------------------- |
| 6 marzo   | Riviera Championships 1909 Mentone, Francia Singolare - Doppio             | Fred Alexander 6-4 6-2 6-3           | Josiah Ritchie         |               |                     |
| 6 marzo   | Riviera Championships 1909 Mentone, Francia Singolare - Doppio             |                                      |                        |               |                     |
| 14 marzo  | South of France Championships 1909 Nizza, Francia Singolare - Doppio       | Fred Alexander 6-2 6-1 6-2           | Josiah Ritchie         |               |                     |
| 14 marzo  | South of France Championships 1909 Nizza, Francia Singolare - Doppio       | Fred Alexander Josiah Ritchie        |                        |               |                     |
| 22 marzo  | South Australian Championships 1909 Adelaide, Australia Singolare - Doppio | Harry Alabaster Parker 6-2, 7-5, 6-5 | Robert George Bowen    |               |                     |
| 22 marzo  | South Australian Championships 1909 Adelaide, Australia Singolare - Doppio |                                      |                        |               |                     |
| 23 marzo  | Cannes Championships 1909 Cannes, Francia Singolare - Doppio               | Josiah Ritchie 6-1 4-6 6-2 6-2       | Friedrich Wilhelm Rahe |               |                     |
| 23 marzo  | Cannes Championships 1909 Cannes, Francia Singolare - Doppio               |                                      |                        |               |                     |

### Aprile
| Settimana | Torneo                                                                                | Vincitore                      | Finalista                 | Semifinalisti | Eliminati ai quarti |
| --------- | ------------------------------------------------------------------------------------- | ------------------------------ | ------------------------- | ------------- | ------------------- |
| aprile    | Dulwich Farm Championships 1909 Dulwich, Gran Bretagna Terra rossa Singolare - Doppio | Charles Dixon 6-8 7-5 10-8 6-2 | Kenneth Powell            |               |                     |
| aprile    | Dulwich Farm Championships 1909 Dulwich, Gran Bretagna Terra rossa Singolare - Doppio |                                |                           |               |                     |
| 1º aprile | Geelong Easter Tournament 1909 Geelong, Australia Singolare - Doppio                  | Rodney Heath                   | non conosciuta (bandiera) |               |                     |
| 1º aprile | Geelong Easter Tournament 1909 Geelong, Australia Singolare - Doppio                  |                                |                           |               |                     |
| 2 aprile  | Metropole Club Championships 1909 Cannes, Francia Terra rossa Singolare - Doppio      | Wilhelm Rahe 9-7 6-1 5-7 6-3   | C.K.F. Andrews            |               |                     |
| 2 aprile  | Metropole Club Championships 1909 Cannes, Francia Terra rossa Singolare - Doppio      |                                |                           |               |                     |
| 13 aprile | French Covered Court Championships 1909 Parigi, Francia Singolare - Doppio            | Max Décugis 6-0 6-3 3-6 6-3    | Arthur Holden Lowe        |               |                     |
| 13 aprile | French Covered Court Championships 1909 Parigi, Francia Singolare - Doppio            |                                |                           |               |                     |
| 14 aprile | Otago Championships 1909 Dunedin, Nuova Zelanda Singolare - Doppio                    | Anthony Wilding 3-6 6-1 6-0    | Geoff Olliver             |               |                     |
| 14 aprile | Otago Championships 1909 Dunedin, Nuova Zelanda Singolare - Doppio                    |                                |                           |               |                     |

### Maggio
| Settimana | Torneo                                                                            | Vincitore                            | Finalista                | Semifinalisti            | Eliminati ai quarti                                   |
| --------- | --------------------------------------------------------------------------------- | ------------------------------------ | ------------------------ | ------------------------ | ----------------------------------------------------- |
| maggio    | Leicestershire Championships 1909 Leicester, Gran Bretagna Singolare - Doppio     | Kenneth Powell 6-4 6-2               | Gordon Lowe              |                          |                                                       |
| maggio    | Leicestershire Championships 1909 Leicester, Gran Bretagna Singolare - Doppio     |                                      |                          |                          |                                                       |
| 1º maggio | New South Wales Championships 1909 Sydney, Australia Singolare - Doppio           | Rodney Heath 6-1, 3-6, 6-1, 0-6, 6-3 | Granville Gilbert Sharp  |                          |                                                       |
| 1º maggio | New South Wales Championships 1909 Sydney, Australia Singolare - Doppio           |                                      |                          |                          |                                                       |
| 1º maggio | British Covered Court Championships 1909 Londra, Gran Bretagna Singolare - Doppio | Josiah Ritchie 7-5 8-6 6-3           | Arthur Gore              |                          |                                                       |
| 1º maggio | British Covered Court Championships 1909 Londra, Gran Bretagna Singolare - Doppio |                                      |                          |                          |                                                       |
| 5 maggio  | Transvaal Championships 1909 Johannesburg, Sudafrica Singolare - Doppio           | Charles Winslow 6-4 6-4 6-4          | Harold Austin Kitson     |                          |                                                       |
| 5 maggio  | Transvaal Championships 1909 Johannesburg, Sudafrica Singolare - Doppio           |                                      |                          |                          |                                                       |
| 5 maggio  | Spanish Championships 1909 Barcellona, Spagna Singolare - Doppio                  | Ernest F.C. Witty 7-9, 7-5, 6-3, 6-1 | John Wihl                | Jean Cassel J. MacDonald | E. Bartroli R. S. Noble H. Faulkenstein Udo Steinberg |
| 5 maggio  | Spanish Championships 1909 Barcellona, Spagna Singolare - Doppio                  |                                      |                          | Jean Cassel J. MacDonald | E. Bartroli R. S. Noble H. Faulkenstein Udo Steinberg |
| 22 maggio | Surrey Championships 1909 Surbiton, Gran Bretagna Singolare - Doppio              | Josiah Ritchie 4-6 6-2 6-4 0-6 6-4   | Charles Dixon            |                          |                                                       |
| 22 maggio | Surrey Championships 1909 Surbiton, Gran Bretagna Singolare - Doppio              |                                      |                          |                          |                                                       |
| 26 maggio | Torneo di Lilla 1909 Lilla, Francia Singolare - Doppio                            | Harry Alabaster Parker 6-0 7-5 6-3   | Willie Lemaire de Warzeé |                          |                                                       |
| 26 maggio | Torneo di Lilla 1909 Lilla, Francia Singolare - Doppio                            |                                      |                          |                          |                                                       |
| 28 maggio | Wiesbaden Cup 1909 Wiesbaden, Germania Singolare - Doppio                         | Wilhelm Rahe 6-4 4-6 6-4 6-3         | Harry Alabaster Parker   |                          |                                                       |
| 28 maggio | Wiesbaden Cup 1909 Wiesbaden, Germania Singolare - Doppio                         |                                      |                          |                          |                                                       |
| 29 maggio | Middlesex Championships 1909 Chiswick Park, Gran Bretagna Singolare - Doppio      | Charles Dixon 6-4 7-5 6-3            | Percival Davson          |                          |                                                       |
| 29 maggio | Middlesex Championships 1909 Chiswick Park, Gran Bretagna Singolare - Doppio      |                                      |                          |                          |                                                       |

### Giugno
| Settimana | Torneo                                                                            | Vincitore                                     | Finalista                     | Semifinalisti | Eliminati ai quarti |
| --------- | --------------------------------------------------------------------------------- | --------------------------------------------- | ----------------------------- | ------------- | ------------------- |
| giugno    | Durham Championships 1909 Sunderland, Gran Bretagna Singolare - Doppio            | Edward Roy Allen                              | non conosciuta (bandiera)     |               |                     |
| giugno    | Durham Championships 1909 Sunderland, Gran Bretagna Singolare - Doppio            |                                               |                               |               |                     |
| giugno    | Torneo di Lowestoft 1909 Lowestoft, Gran Bretagna Singolare - Doppio              | Charles Dixon                                 | non conosciuta (bandiera)     |               |                     |
| giugno    | Torneo di Lowestoft 1909 Lowestoft, Gran Bretagna Singolare - Doppio              |                                               |                               |               |                     |
| giugno    | Campionato francese di tennis 1909 Parigi, Francia Terra rossa Singolare - Doppio | Max Décugis 3-6 2-6 6-4 6-4 6-4               | Maurice Germot                |               |                     |
| giugno    | Campionato francese di tennis 1909 Parigi, Francia Terra rossa Singolare - Doppio | Max Décugis Maurice Germot                    |                               |               |                     |
| 4 giugno  | Torneo di Le Touquet 1909 Le Touquet, Francia Singolare - Doppio                  | Theodore Michel Mavrogordato 6-0 6-0 6-3      | F.R. Price                    |               |                     |
| 4 giugno  | Torneo di Le Touquet 1909 Le Touquet, Francia Singolare - Doppio                  |                                               |                               |               |                     |
| 5 giugno  | Northern Championships 1909 Manchester, Gran Bretagna Singolare - Doppio          | Robert B. Powell 6-4 6-1 6-4                  | Theodore Michel Mavrogordato  |               |                     |
| 5 giugno  | Northern Championships 1909 Manchester, Gran Bretagna Singolare - Doppio          |                                               |                               |               |                     |
| 5 giugno  | East Surrey Championships 1909 East Croydon, Gran Bretagna Singolare - Doppio     | Josiah Ritchie 2-6 6-4 6-1 6-2                | Charles Dixon                 |               |                     |
| 5 giugno  | East Surrey Championships 1909 East Croydon, Gran Bretagna Singolare - Doppio     |                                               |                               |               |                     |
| 12 giugno | Kent Championships 1909 Beckenham, Gran Bretagna Singolare - Doppio               | Josiah Ritchie 6-3 6-2 6-2                    | Dunstan P. Rhodes             |               |                     |
| 12 giugno | Kent Championships 1909 Beckenham, Gran Bretagna Singolare - Doppio               |                                               |                               |               |                     |
| 19 giugno | Queen's Club Championships 1909 Londra, Gran Bretagna Singolare - Doppio          | Josiah Ritchie 11-13 6-4 6-1 6-0              | Harry Alabaster Parker        |               |                     |
| 19 giugno | Queen's Club Championships 1909 Londra, Gran Bretagna Singolare - Doppio          |                                               |                               |               |                     |
| 19 giugno | California State Championships 1909 Sacramento, USA Singolare - Doppio            | Maurice McLoughlin 1-6 7-5 6-3 1-6 6-2        | Gardner                       |               |                     |
| 19 giugno | California State Championships 1909 Sacramento, USA Singolare - Doppio            | Janes Maurice McLoughlin 4-6 11-9 3-6 6-3 6-2 | Long Gardner                  |               |                     |
| 19 giugno | Metropolitan Championships 1909 New York, USA Terra rossa Singolare - Doppio      | Frederick C. Inman 1-6 6-2 6-3 6-3            | R. H. Palmer                  |               |                     |
| 19 giugno | Metropolitan Championships 1909 New York, USA Terra rossa Singolare - Doppio      | H. Torrance O. Hinck 6-4 6-3 6-0              | Hugh Tallant Lyle Evans Mahan |               |                     |

### Luglio
| Settimana | Torneo                                                                                                  | Vincitore                                                          | Finalista                                       | Semifinalisti | Eliminati ai quarti |
| --------- | --- | ------------------------------------------------------------------ | ----------------------------------------------- | ------------- | ------------------- |
| luglio    | Shropshire Championships 1909 Shrewsbury, Gran Bretagna Singolare - Doppio                              | Theodore Michel Mavrogordato                                       | non conosciuta (bandiera)                       |               |                     |
| luglio    | Shropshire Championships 1909 Shrewsbury, Gran Bretagna Singolare - Doppio                              |                                                                    |                                                 |               |                     |
| luglio    | Nottinghamshire Championships 1909 Nottingham, Gran Bretagna Erba Singolare - Doppio                    | Laurence Doherty 6–3 6–4                                           | Wilberforce Eaves                               |               |                     |
| luglio    | Nottinghamshire Championships 1909 Nottingham, Gran Bretagna Erba Singolare - Doppio                    |                                                                    |                                                 |               |                     |
| luglio    | Norfolk Championships 1909 Great Yarmouth, Gran Bretagna Singolare - Doppio                             | Edward Roy Allen                                                   | non conosciuta (bandiera)                       |               |                     |
| luglio    | Norfolk Championships 1909 Great Yarmouth, Gran Bretagna Singolare - Doppio                             |                                                                    |                                                 |               |                     |
| luglio    | Warwickshire Championships 1909 Leamington, Gran Bretagna Singolare - Doppio                            | Theodore Michel Mavrogordato 6-3 8-6 6-1                           | Edward Roy Allen                                |               |                     |
| luglio    | Warwickshire Championships 1909 Leamington, Gran Bretagna Singolare - Doppio                            |                                                                    |                                                 |               |                     |
| luglio    | Berkshire Championships 1909 Reading, Gran Bretagna Singolare - Doppio                                  | Josiah Ritchie                                                     | non conosciuta (bandiera)                       |               |                     |
| luglio    | Berkshire Championships 1909 Reading, Gran Bretagna Singolare - Doppio                                  |                                                                    |                                                 |               |                     |
| luglio    | Torneo di Norwood 1909 Norwood New Town, Gran Bretagna Singolare - Doppio                               | Wilhelm Rahe                                                       | non conosciuta (bandiera)                       |               |                     |
| luglio    | Torneo di Norwood 1909 Norwood New Town, Gran Bretagna Singolare - Doppio                               |                                                                    |                                                 |               |                     |
| luglio    | Torneo di Shanklin 1909 Shanklin, Gran Bretagna Singolare - Doppio                                      | Kenneth Powell                                                     | non conosciuta (bandiera)                       |               |                     |
| luglio    | Torneo di Shanklin 1909 Shanklin, Gran Bretagna Singolare - Doppio                                      |                                                                    |                                                 |               |                     |
| luglio    | Torneo di Southampton 1909 Southampton, Gran Bretagna Singolare - Doppio                                | Edward Roy Allen                                                   | non conosciuta (bandiera)                       |               |                     |
| luglio    | Torneo di Southampton 1909 Southampton, Gran Bretagna Singolare - Doppio                                |                                                                    |                                                 |               |                     |
| luglio    | Torneo di East Grinstead 1909 East Grinstead, Gran Bretagna Singolare - Doppio                          | Edward Roy Allen                                                   | non conosciuta (bandiera)                       |               |                     |
| luglio    | Torneo di East Grinstead 1909 East Grinstead, Gran Bretagna Singolare - Doppio                          |                                                                    |                                                 |               |                     |
| luglio    | Torneo di Epsom 1909 Epsom, Gran Bretagna Singolare - Doppio                                            | Charles Dixon 6-4 6-2                                              | A E Crawley                                     |               |                     |
| luglio    | Torneo di Epsom 1909 Epsom, Gran Bretagna Singolare - Doppio                                            |                                                                    |                                                 |               |                     |
| luglio    | Torneo di Tunbridge Wells 1909 Tunbridge Wells, Gran Bretagna Erba Singolare - Doppio                   | George Alan Thomas                                                 | non conosciuta (bandiera)                       |               |                     |
| luglio    | Torneo di Tunbridge Wells 1909 Tunbridge Wells, Gran Bretagna Erba Singolare - Doppio                   |                                                                    |                                                 |               |                     |
| luglio    | Torneo di Sheffield & Hallamshire 1909 Sheffield & Hallamshire, Gran Bretagna Singolare - Doppio        | Edward Roy Allen                                                   | non conosciuta (bandiera)                       |               |                     |
| luglio    | Torneo di Sheffield & Hallamshire 1909 Sheffield & Hallamshire, Gran Bretagna Singolare - Doppio        |                                                                    |                                                 |               |                     |
| luglio    | Torneo di Redhill 1909 Redhill, Gran Bretagna Singolare - Doppio                                        | Kenneth Powell                                                     | non conosciuta (bandiera)                       |               |                     |
| luglio    | Torneo di Redhill 1909 Redhill, Gran Bretagna Singolare - Doppio                                        |                                                                    |                                                 |               |                     |
| luglio    | Mid-Kent Championships 1909 Maidstone, Gran Bretagna Singolare - Doppio                                 | Alfred Beamish                                                     | non conosciuta (bandiera)                       |               |                     |
| luglio    | Mid-Kent Championships 1909 Maidstone, Gran Bretagna Singolare - Doppio                                 |                                                                    |                                                 |               |                     |
| luglio    | Midland Counties Championships 1909 Edgbaston, Gran Bretagna Singolare - Doppio                         | Stanley Norwood Doust                                              | non conosciuta (bandiera)                       |               |                     |
| luglio    | Midland Counties Championships 1909 Edgbaston, Gran Bretagna Singolare - Doppio                         |                                                                    |                                                 |               |                     |
| luglio    | North London Championships 1909 Londra, Gran Bretagna Singolare - Doppio                                | Theodore Michel Mavrogordato                                       | non conosciuta (bandiera)                       |               |                     |
| luglio    | North London Championships 1909 Londra, Gran Bretagna Singolare - Doppio                                |                                                                    |                                                 |               |                     |
| 3 luglio  | Middle States Championships 1909 South Orange, USA Erba Singolare - Doppio                              | Edwin P. Larned 6-2 6-4 7-5                                        | Wallace F. Johnson                              |               |                     |
| 3 luglio  | Middle States Championships 1909 South Orange, USA Erba Singolare - Doppio                              | William A. Larned George Lawson Wrenn 3-6 0-6 14-12 6-4 6-3        | Nathaniel William Niles Alfred Stackpole Dabney |               |                     |
| 3 luglio  | Torneo di Wimbledon 1909 Londra, Gran Bretagna Singolare - Doppio                                       | Arthur Gore 6-8 1-6 6-2 6-2 6-2                                    | Josiah Ritchie                                  |               |                     |
| 3 luglio  | Torneo di Wimbledon 1909 Londra, Gran Bretagna Singolare - Doppio                                       | Arthur Gore Herbert Roper-Barrett 6-2, 6-1, 6-4                    | Stanley Doust Harry Parker                      |               |                     |
| 10 luglio | Welsh Championships 1909 Newport, Gran Bretagna Singolare - Doppio                                      | John Mycroft Boucher 8-6 6-1 6-3                                   | Walter Cecil Crawley                            |               |                     |
| 10 luglio | Welsh Championships 1909 Newport, Gran Bretagna Singolare - Doppio                                      |                                                                    |                                                 |               |                     |
| 12 luglio | Southern Championships 1909 Atlanta, USA Singolare - Doppio                                             | Theodore Roosevelt Pell 6-1 6-1 6-0                                | Nat Thornton                                    |               |                     |
| 12 luglio | Southern Championships 1909 Atlanta, USA Singolare - Doppio                                             | Wylie Cameron Grant Theodore Roosevelt Pell 3-6 6-4 6-4 2-6 6-4    | Conrad Bartling Doyle H. E. Doyle               |               |                     |
| 12 luglio | New England Championships 1909 Hartford, USA Singolare - Doppio                                         | Theodore Roosevelt Pell 2-6 6-4 6-2 6-1                            | Gustave Touchard                                |               |                     |
| 12 luglio | New England Championships 1909 Hartford, USA Singolare - Doppio                                         | Wylie Cameron Grant Theodore Roosevelt Pell 6-2 6-4 6-2            | Lewis Perry George Henry Nettleton              |               |                     |
| 24 luglio | Scottish Championships 1909 Bridge of Allan, Gran Bretagna Singolare - Doppio                           | Theodore Michel Mavrogordato 6-0 6-1 6-4                           | L. Davin                                        |               |                     |
| 24 luglio | Scottish Championships 1909 Bridge of Allan, Gran Bretagna Singolare - Doppio                           |                                                                    |                                                 |               |                     |
| 24 luglio | Northwestern Championships 1909 Deephaven, USA Singolare - Doppio                                       | Maurice McLoughlin 6-1 6-4 7-S                                     | Nat Emerson                                     |               |                     |
| 24 luglio | Northwestern Championships 1909 Deephaven, USA Singolare - Doppio                                       | Maurice McLoughlin George J. Janes 1-6 7-5 6-0 6-3                 | Thomas Bundy S.M. Sinsabaugh                    |               |                     |
| 28 luglio | Western Championships 1909 Chicago, USA Erba Singolare - Doppio                                         | Melville Hammond Long 9-7 7-5 6-0                                  | Nat Emerson                                     |               |                     |
| 28 luglio | Western Championships 1909 Chicago, USA Erba Singolare - Doppio                                         | Nat Emerson Ruben Andrus Holden 4-6 6-4 6-3 6-4                    | H. M. McQuiston McQuiston                       |               |                     |
| 28 luglio | Longwood Bowl 1909 Boston, USA Erba Singolare - Doppio                                                  | William Larned 6-3 6-3 6-8 0-6 6-2                                 | William Jackson Clothier                        |               |                     |
| 28 luglio | Longwood Bowl 1909 Boston, USA Erba Singolare - Doppio                                                  | Nathaniel William Niles Alfred Stackpole Dabney 6-3 3- 6-4 1-6 6-3 | William Larned Raymond Demerest Little          |               |                     |
| 31 luglio | Northumberland Championships 1909 (Championships of Europe) Newcastle, Gran Bretagna Singolare - Doppio | Josiah Ritchie 3-6 6-3 6-0 6-0                                     | Sydney H. Adams                                 |               |                     |
| 31 luglio | Northumberland Championships 1909 (Championships of Europe) Newcastle, Gran Bretagna Singolare - Doppio |                                                                    |                                                 |               |                     |
| 31 luglio | Irish Championships 1909 Dublino, Irlanda Singolare - Doppio                                            | James Cecil Parke 6-3 6-4 3-6 3-6 6-4                              | Alfred Beamish                                  |               |                     |
| 31 luglio | Irish Championships 1909 Dublino, Irlanda Singolare - Doppio                                            |                                                                    |                                                 |               |                     |

### Agosto
| Settimana | Torneo                                                                             | Vincitore                                          | Finalista                        | Semifinalisti | Eliminati ai quarti |
| --------- | ---------------------------------------------------------------------------------- | -------------------------------------------------- | -------------------------------- | ------------- | ------------------- |
| agosto    | Suffolk Championships 1909 Saxmundham, Gran Bretagna Singolare - Doppio            | Herbert Roper Barrett                              | non conosciuta (bandiera)        |               |                     |
| agosto    | Suffolk Championships 1909 Saxmundham, Gran Bretagna Singolare - Doppio            |                                                    |                                  |               |                     |
| agosto    | Lincolnshire Championships 1909 Spilsby, Gran Bretagna Singolare - Doppio          | Edward Noel Crowder                                | non conosciuta (bandiera)        |               |                     |
| agosto    | Lincolnshire Championships 1909 Spilsby, Gran Bretagna Singolare - Doppio          |                                                    |                                  |               |                     |
| agosto    | Isle of Wight Sandown Championships 1909 Sandown, Gran Bretagna Singolare - Doppio | George Alan Thomas                                 | non conosciuta (bandiera)        |               |                     |
| agosto    | Isle of Wight Sandown Championships 1909 Sandown, Gran Bretagna Singolare - Doppio |                                                    |                                  |               |                     |
| agosto    | Hampshire Championships 1909 Bournemouth, Gran Bretagna Singolare - Doppio         | Edward Roy Allen                                   | non conosciuta (bandiera)        |               |                     |
| agosto    | Hampshire Championships 1909 Bournemouth, Gran Bretagna Singolare - Doppio         |                                                    |                                  |               |                     |
| agosto    | Essex Championships 1909 Colchester, Gran Bretagna Singolare - Doppio              | Herbert Roper Barrett                              | non conosciuta (bandiera)        |               |                     |
| agosto    | Essex Championships 1909 Colchester, Gran Bretagna Singolare - Doppio              |                                                    |                                  |               |                     |
| agosto    | East of England Championships 1909 Felixstowe, Gran Bretagna Singolare - Doppio    | Alfred Beamish                                     | non conosciuta (bandiera)        |               |                     |
| agosto    | East of England Championships 1909 Felixstowe, Gran Bretagna Singolare - Doppio    |                                                    |                                  |               |                     |
| agosto    | Cinque Ports Championships 1909 Folkestone, Gran Bretagna Singolare - Doppio       | Charles Dixon                                      | non conosciuta (bandiera)        |               |                     |
| agosto    | Cinque Ports Championships 1909 Folkestone, Gran Bretagna Singolare - Doppio       |                                                    |                                  |               |                     |
| agosto    | Torneo di Ilkley 1909 Ilkley, Gran Bretagna Singolare - Doppio                     | Samuel Ernest Charlton                             | non conosciuta (bandiera)        |               |                     |
| agosto    | Torneo di Ilkley 1909 Ilkley, Gran Bretagna Singolare - Doppio                     |                                                    |                                  |               |                     |
| agosto    | Torneo di Worthing 1909 Worthing, Gran Bretagna Erba Singolare - Doppio            | Arthur Wallis Myers                                | non conosciuta (bandiera)        |               |                     |
| agosto    | Torneo di Worthing 1909 Worthing, Gran Bretagna Erba Singolare - Doppio            |                                                    |                                  |               |                     |
| agosto    | Worcestershire Championships 1909 Malvern, Gran Bretagna Singolare - Doppio        | Reginald Speke Barnes                              | non conosciuta (bandiera)        |               |                     |
| agosto    | Worcestershire Championships 1909 Malvern, Gran Bretagna Singolare - Doppio        |                                                    |                                  |               |                     |
| agosto    | Natal Championships 1909 Durban, Sudafrica Singolare - Doppio                      | John Richardson 6-2 6-3 6-0                        | Stanley Dunbar Cockerell         |               |                     |
| agosto    | Natal Championships 1909 Durban, Sudafrica Singolare - Doppio                      |                                                    |                                  |               |                     |
| agosto    | Torneo di Carlisle 1909 Carlisle, Gran Bretagna Singolare - Doppio                 | Robert B. Powell                                   | non conosciuta (bandiera)        |               |                     |
| agosto    | Torneo di Carlisle 1909 Carlisle, Gran Bretagna Singolare - Doppio                 |                                                    |                                  |               |                     |
| agosto    | Isle of Wight Ventnor Championships 1909 Ventnor, Gran Bretagna Singolare - Doppio | Charles Henry Ridding                              | non conosciuta (bandiera)        |               |                     |
| agosto    | Isle of Wight Ventnor Championships 1909 Ventnor, Gran Bretagna Singolare - Doppio |                                                    |                                  |               |                     |
| 1º agosto | Torneo di Dieppe 1909 Dieppe, Francia Singolare - Doppio                           | Peter Hicks 5-7 6-2 5-7 6-0 7-5                    | Siry                             |               |                     |
| 1º agosto | Torneo di Dieppe 1909 Dieppe, Francia Singolare - Doppio                           |                                                    |                                  |               |                     |
| 7 agosto  | Torneo di Ostenda 1909 Ostenda, Belgio Singolare - Doppio                          | Willie Lemaire de Warzeé 6-3 6-3 6-3               | Paul De Borman                   |               |                     |
| 7 agosto  | Torneo di Ostenda 1909 Ostenda, Belgio Singolare - Doppio                          |                                                    |                                  |               |                     |
| 7 agosto  | Southern California Championships 1909 Long Beach, USA Cemento Singolare - Doppio  | W.H. Mace                                          | non conosciuta (bandiera)        |               |                     |
| 7 agosto  | Southern California Championships 1909 Long Beach, USA Cemento Singolare - Doppio  |                                                    |                                  |               |                     |
| 14 agosto | Southampton Invitation 1909 Southampton, USA Erba Singolare - Doppio               | Wallace Ford Johnson 6-4 5-7 6-2 6-0               | William Larned                   |               |                     |
| 14 agosto | Southampton Invitation 1909 Southampton, USA Erba Singolare - Doppio               | Richard H. Palmer J.D.E. Jones 6-2 6-3 8-6         | Dean Mathey Frederick C. Colston |               |                     |
| 14 agosto | Derbyshire Championships 1909 Buxton, Gran Bretagna Singolare - Doppio             | Edward Roy Allen 6-2 7-5 7-5                       | Xenophon Casdagli                |               |                     |
| 14 agosto | Derbyshire Championships 1909 Buxton, Gran Bretagna Singolare - Doppio             |                                                    |                                  |               |                     |
| 14 agosto | Queensland Championships 1909 Brisbane, Australia Singolare - Doppio               | M Turner 6-4 7-5 6-3                               | Bert St. John                    |               |                     |
| 14 agosto | Queensland Championships 1909 Brisbane, Australia Singolare - Doppio               |                                                    |                                  |               |                     |
| 20 agosto | German Championships 1909 Amburgo, Germania Singolare - Doppio                     | Otto Froitzheim 6-0 6-2 6-3                        | Wilhelm Rahe                     |               |                     |
| 20 agosto | German Championships 1909 Amburgo, Germania Singolare - Doppio                     |                                                    |                                  |               |                     |
| 20 agosto | Pacific Coast Championships 1909 Berkeley, USA Cemento Singolare - Doppio          | George Janes 5-7, 6-3, 6-3, 6-4                    | Charles S. Rogers                |               |                     |
| 20 agosto | Pacific Coast Championships 1909 Berkeley, USA Cemento Singolare - Doppio          | George Janes Lewis Ransome Freeman 6-1 6-3 4-6 6-0 | G. Peter Murdock Reuben Hunt     |               |                     |
| 22 agosto | North of England Championships 1909 Scarborough, Gran Bretagna Singolare - Doppio  | Laurence Doherty 7-5 6-1 6-3                       | Gordon Lowe                      |               |                     |
| 22 agosto | North of England Championships 1909 Scarborough, Gran Bretagna Singolare - Doppio  |                                                    |                                  |               |                     |
| 27 agosto | U.S. National Championships 1909 Newport, USA Singolare - Doppio                   | William Larned 6-1, 6-2, 5-7, 1-6, 6-1             | William Jackson Clothier         |               |                     |
| 27 agosto | U.S. National Championships 1909 Newport, USA Singolare - Doppio                   | Fred Alexander Harold Hackett 6-4, 6-4, 6-0        | Maurice McLoughlin George Janes  |               |                     |
| 28 agosto | Homburg Cup 1909 Bad Homburg vor der Höhe, Germania Singolare - Doppio             | Otto Froitzheim 6-4 5-7 6-1 4-6 7-5                | Josiah Ritchie                   |               |                     |
| 28 agosto | Homburg Cup 1909 Bad Homburg vor der Höhe, Germania Singolare - Doppio             |                                                    |                                  |               |                     |

### Settembre
| Settimana    | Torneo                                                                             | Vincitore                                               | Finalista                       | Semifinalisti | Eliminati ai quarti |
| ------------ | ---------------------------------------------------------------------------------- | ------------------------------------------------------- | ------------------------------- | ------------- | ------------------- |
| settembre    | West Sussex Championships 1909 Chichester, Gran Bretagna Singolare - Doppio        | Theodore Michel Mavrogordato 6-1 6-1 6-4                | Charles S. Gordon-Smith         |               |                     |
| settembre    | West Sussex Championships 1909 Chichester, Gran Bretagna Singolare - Doppio        |                                                         |                                 |               |                     |
| settembre    | Sussex Championships 1909 Brighton, Gran Bretagna Singolare - Doppio               | Robert B. Powell                                        | non conosciuta (bandiera)       |               |                     |
| settembre    | Sussex Championships 1909 Brighton, Gran Bretagna Singolare - Doppio               |                                                         |                                 |               |                     |
| settembre    | Kent Coast Championships 1909 Hythe, Gran Bretagna Singolare - Doppio              | Fritz W. Goldberg 6-3 6-2                               | Roderick McNair                 |               |                     |
| settembre    | Kent Coast Championships 1909 Hythe, Gran Bretagna Singolare - Doppio              |                                                         |                                 |               |                     |
| settembre    | Torneo di Conishead Priory 1909 Conishead Priory, Gran Bretagna Singolare - Doppio | E.V. Jones                                              | non conosciuta (bandiera)       |               |                     |
| settembre    | Torneo di Conishead Priory 1909 Conishead Priory, Gran Bretagna Singolare - Doppio |                                                         |                                 |               |                     |
| 1º settembre | Swiss International Championships 1909 Ginevra, Svizzera Singolare - Doppio        | George K. Logie 3-6 6-2 11-9                            | Leslie Oswald Sheridan Poidevin |               |                     |
| 1º settembre | Swiss International Championships 1909 Ginevra, Svizzera Singolare - Doppio        |                                                         |                                 |               |                     |
| 1º settembre | Geneva International Championships 1909 Ginevra, Svizzera Singolare - Doppio       | George K. Logie 3-6 ritiro                              | Leslie Oswald Sheridan Poidevin |               |                     |
| 1º settembre | Geneva International Championships 1909 Ginevra, Svizzera Singolare - Doppio       |                                                         |                                 |               |                     |
| 5 settembre  | Torneo di Boulogne 1909 Boulogne, Francia Singolare - Doppio                       | Gordon Lowe 6-2 6-4 6-3                                 | George H. Nettleton             |               |                     |
| 5 settembre  | Torneo di Boulogne 1909 Boulogne, Francia Singolare - Doppio                       |                                                         |                                 |               |                     |
| 5 settembre  | Torneo di Dinard 1909 Dinard, Francia Singolare - Doppio                           | Wilberforce Eaves 6-0 6-4 6-3                           | J.B. Ward                       |               |                     |
| 5 settembre  | Torneo di Dinard 1909 Dinard, Francia Singolare - Doppio                           |                                                         |                                 |               |                     |
| 6 settembre  | Tri-State Championships 1909 Cincinnati, USA Singolare - Doppio                    | Robert LeRoy 6-3 3-6 6-0 1-6 6-3                        | Nat Emerson                     |               |                     |
| 6 settembre  | Tri-State Championships 1909 Cincinnati, USA Singolare - Doppio                    | Richard H. Palmer Carlton R. Gardner 3-6, 6-3, 6-4, 6-0 | H. Trux Emerson Reuben Holden   |               |                     |
| 18 settembre | South of England Championships 1909 Eastbourne, Gran Bretagna Singolare - Doppio   | Otto Froitzheim 6-3 6-8 6-4 7-5                         | Wilhelm Rahe                    |               |                     |
| 18 settembre | South of England Championships 1909 Eastbourne, Gran Bretagna Singolare - Doppio   |                                                         |                                 |               |                     |
| 19 settembre | Torneo di Les Avants 1909 Les Avants, Svizzera Singolare - Doppio                  | Richard Norris Williams 6-4 8-6 2-6 6-1                 | Dunstan P. Rhodes               |               |                     |
| 19 settembre | Torneo di Les Avants 1909 Les Avants, Svizzera Singolare - Doppio                  |                                                         |                                 |               |                     |

### Ottobre
| Settimana  | Torneo                                                                                            | Vincitore                                    | Finalista                    | Semifinalisti      | Eliminati ai quarti                 |
| ---------- | ------------------------------------------------------------------------------------------------- | -------------------------------------------- | ---------------------------- | ------------------ | ----------------------------------- |
| Ottobre    | Welsh Covered Court Championships 1909 Llandudno, Gran Bretagna Parquet indoor Singolare - Doppio | George Aristides Caridia 6-1 6-3 4-6 3-6 6-3 | Theodore Michel Mavrogordato |                    |                                     |
| Ottobre    | Welsh Covered Court Championships 1909 Llandudno, Gran Bretagna Parquet indoor Singolare - Doppio |                                              |                              |                    |                                     |
| Ottobre    | Drive Club Championships 1909 Fulham, Gran Bretagna Terra rossa Singolare - Doppio                | Charles Dixon                                | non conosciuta (bandiera)    |                    |                                     |
| Ottobre    | Drive Club Championships 1909 Fulham, Gran Bretagna Terra rossa Singolare - Doppio                |                                              |                              |                    |                                     |
| 16 ottobre | Queen's Covered Court Championships 1909 Londra, Gran Bretagna Singolare - Doppio                 | Josiah Ritchie 6-4 6-0 6-0                   | Gordon Lowe                  |                    |                                     |
| 16 ottobre | Queen's Covered Court Championships 1909 Londra, Gran Bretagna Singolare - Doppio                 |                                              |                              |                    |                                     |
| 23 ottobre | Metropolitan Championships 1909 Strathfield, Australia Singolare - Doppio                         | Granville Gilbert Sharp 6-4 6-3              | Alfred Jones                 |                    |                                     |
| 23 ottobre | Metropolitan Championships 1909 Strathfield, Australia Singolare - Doppio                         |                                              |                              |                    |                                     |
| 25 ottobre | Australasian Championships 1909 Perth, Australia Singolare - Doppio                               | Anthony Wilding 6-1, 7-5, 6-2                | Ernie Parker                 | R. Kelsey G. O'Dea | R. Eagle I. Gibbs L. Crooks I. Gaze |
| 25 ottobre | Australasian Championships 1909 Perth, Australia Singolare - Doppio                               | J. Keane Ernie Parker 1-6, 6-1, 6-1, 9-7     | Tom Crooks Tony Wilding      | R. Kelsey G. O'Dea | R. Eagle I. Gibbs L. Crooks I. Gaze |

### Novembre
| Settimana   | Torneo                                                               | Vincitore                          | Finalista       | Semifinalisti | Eliminati ai quarti |
| ----------- | -------------------------------------------------------------------- | ---------------------------------- | --------------- | ------------- | ------------------- |
| 14 novembre | Victorian Championships 1909 Melbourne, Australia Singolare - Doppio | Norman Brookes 2-6 3-6 6-3 6-3 9-7 | Anthony Wilding |               |                     |
| 14 novembre | Victorian Championships 1909 Melbourne, Australia Singolare - Doppio |                                    |                 |               |                     |

### Dicembre
| Settimana   | Torneo                                                                    | Vincitore                                         | Finalista      | Semifinalisti | Eliminati ai quarti |
| ----------- | ------------------------------------------------------------------------- | ------------------------------------------------- | -------------- | ------------- | ------------------- |
| 31 dicembre | New Zealand Championships 1909 Auckland, Nuova Zelanda Singolare - Doppio | Anthony Wilding 6-1 6-1 6-1                       | Francis Fisher |               |                     |
| 31 dicembre | New Zealand Championships 1909 Auckland, Nuova Zelanda Singolare - Doppio | Francis Marion Bates Fisher John Campbell Peacock |                |               |                     |

## Senza data
| Settimana             | Torneo                                                                        | Vincitore                | Finalista                 | Semifinalisti | Eliminati ai quarti |
| --------------------- | ----------------------------------------------------------------------------- | ------------------------ | ------------------------- | ------------- | ------------------- |
|                       | Torneo di Warwick 1909 Warwick, Gran Bretagna Singolare - Doppio              | E.J. Sampson             | non conosciuta (bandiera) |               |                     |
|                       | Torneo di Warwick 1909 Warwick, Gran Bretagna Singolare - Doppio              |                          |                           |               |                     |
|                       | Torneo di Bruxelles 1909 Bruxelles, Belgio Singolare - Doppio                 | Willie Lemaire de Warzeé | non conosciuta (bandiera) |               |                     |
|                       | Torneo di Bruxelles 1909 Bruxelles, Belgio Singolare - Doppio                 |                          |                           |               |                     |
|                       | Bay Counties Championships 1909 San Francisco, USA Singolare - Doppio         | Maurice McLoughlin       | non conosciuta (bandiera) |               |                     |
|                       | Bay Counties Championships 1909 San Francisco, USA Singolare - Doppio         |                          |                           |               |                     |
|                       | Canadian Championships 1909 Montréal - Vancouver, Canada Singolare - Doppio   | James F. Foulkes         | non conosciuta (bandiera) |               |                     |
| James F. Foulkes Raby | Canadian Championships 1909 Montréal - Vancouver, Canada Singolare - Doppio   |                          |                           |               |                     |
|                       | Engadine Championships 1909 Sankt Moritz, Svizzera Singolare - Doppio         | Heinrich Kleinschroth    | non conosciuta (bandiera) |               |                     |
|                       | Engadine Championships 1909 Sankt Moritz, Svizzera Singolare - Doppio         |                          |                           |               |                     |
|                       | Intermountain Championships 1909 Salt Lake City, USA Singolare - Doppio       | Sam Neel                 | non conosciuta (bandiera) |               |                     |
|                       | Intermountain Championships 1909 Salt Lake City, USA Singolare - Doppio       |                          |                           |               |                     |
|                       | National Collegiate Championships 1909 Haverford, USA Singolare - Doppio      | Wallace Ford Johnson     | non conosciuta (bandiera) |               |                     |
|                       | National Collegiate Championships 1909 Haverford, USA Singolare - Doppio      |                          |                           |               |                     |
|                       | Swedish Covered Court Championships 1909 Stoccolma, Svezia Singolare - Doppio | Thorsten Gronfors        | non conosciuta (bandiera) |               |                     |
|                       | Swedish Covered Court Championships 1909 Stoccolma, Svezia Singolare - Doppio |                          |                           |               |                     |